# Цвяхоїд (фільм)
«Цвяхоїд» (фр. Mangeclous) — фільм режисера Моше Мізрахі, який вийшов у 1988 році, знятий   за однойменним романом франкошвейцарського письменника Альбера Коена 1938 року.

## Сюжет
1938 рік. Молодий дипломат, знемагаючий від нудьги, вирішує написати своїм бідним родичам загадковий лист, розшифрувавши яке, вони отримали би 300 тисяч драхм. П'ять відважних французів знаходять цю криптограму, розшифровують її і відправляються на пошуки пригод і скарбу.

## У ролях
- П'єр Рішар — «Цвяхоїд»
- Шарль Азнавур — Джеремі
- Бернар Бліє — Салтьєл
- Жан-Люк Бідо — Мішель
- Жан Карме — Сципіон
- Жан-П'єр Кассель — де Сурвіль
- Жак Дюфіло — Маттасіас
- Жак Вільре — Саломон